# 버닝헬
《버닝헬》은 조선시대 중기. 조선은 유교의 도리를 어긴 선비들을, 에도는 무사도의 길을 벗어난 살인귀들을 유배시키는 지상 최악의 섬에서 펼쳐지는 두 살인귀의 처절한 사투를 다룬 액션물. 신암행어사를 연재한 윤인완/양경일 콤비가 네이버에서 연재했다.

## 줄거리
독도 옆 한 유배지 섬 '대초열지옥'에서 벌어지는 두 살인마 쥬와 김한의 이야기로, 유배된 두 살인마들이 1년이 넘는 시간동안 서로를 죽이기 위해 계속 싸움만 한다.그러다 외국 해적선이 이 곳에 정박하면서 각자 섬을 탈출하기 위해 서로 죽고 죽이려 싸우는 이야기이다.

## 등장인물
- 김 한 : 조선의 혜민서 의관이었던 조선인 죄수. 첫 등장부터 수많은 인간을 살가죽을 벗기고 기괴한 자세로 세워놓은 것을 보여주며 자기가 만든 것이라고 말하고, 정이사오를 보고 최고의 걸작으로 만들겠다고 말하는 매드 아티스트. 정이사오를 죽이려던 순간 어떤 여인을 떠올리며 주저하는 것을 보면 조선에서 정을 품은 여자가 있었던 듯 하다.
- 쥬 : 자신을 사격하려 한 병사를 총 째로 두동강내거나, 김 한에 의한 쇠사슬로 바위에 묶인 상태에서 악을 쓰는 것만으로 바위를 깨부수고 탈출하는 등 엄청난 무력을 가지고 있다. 버닝헬 연재 당시에는 끝까지 이름이 공개되지 않았으나, 슈퍼스트링 게임 프로젝트에서 이름이 공개되었다.
- 정이사오 : 16세 청나라 황제의 막내 딸. 자신의 조국인 청나라를 걱정하는 이 작품의 유일한 선역이다. 김 한과 에도인의 대사로 피부가 희다는 점이 지속적으로 강조된다. 마지막 추가 컷에서 부하와의 대화로 해적 두목임이 밝혀진다.